# Macroteleia decaryi
Macroteleia decaryi är en stekelart som beskrevs av Jean Risbec 1950. Macroteleia decaryi ingår i släktet Macroteleia och familjen Scelionidae. Inga underarter finns listade i Catalogue of Life.